# Tübinger Gießkannenschimmel
Der Tübinger Gießkannenschimmel (Aspergillus tubingensis) ist ein Schimmelpilz der Familie der Aspergillaceae. Er ist sehr eng mit Aspergillus niger verwandt. Die Art wurde von Raoul Mosseray, der im Belgischen Kongo nach Varianten der Aspergillus-niger-Gruppe gesucht hatte, im Jahr 1934 wissenschaftlich beschrieben.

## Merkmale
Der Pilz bildet auf Czapek-Agar, einem speziellen Nährmedium, nach zehn Tagen 4–5 cm große, samtartige Kolonien mit einer gewissen Zonierung, aufgebaut aus einem kompakten, basalen weißen Mycel und einer zentralen Zone. Die 200 bis 300 µm, manchmal bis zu 500 µm großen Konidienköpfchen sind kugelig bis strahlenförmig. Die leicht bräunlich gefärbten Konidienträger sind normalerweise 2 bis 3, aber auch bis zu 6 mm lang. Die Sterigmata, also die Verbindungen zwischen Konidien und Konidienträgern, werden in zwei Reihen gebildet. Die ersten sind 15 bis 30 (50) µm lang, die zweiten zahlreichen Sterigmata erreichen 7,5 bis 10,0 µm × 2,8 bis 3,3 µm. Die Konidien selber sind anfangs kugelig und hyalin, werden dann aber dunkler und erscheinen dann längsgestreift. Reif sind sie waagerecht abgeplattet und messen 3,0 bis 3,5 µm.
Manche Stämme bilden kugelige Sklerotien, die anfangs cremefarben, später pink oder fast schwarz sind. 
Auf Malzextrakt-Agar werden dünne, samtige, undeutlich zonierte Kolonien gebildet, die durch die starke Sporulation dunkelbraun schattiert sind.

## Bedeutung
Der Pilz kann eine infektiöse Keratitis am Auge auslösen. Es gibt Versuche, ihn zur Bioremediation zu nutzen. Seine Enzyme können Kunststoff zersetzen.